# Blast of Eternity
 (août 2025).
Le Blast Of Eternity est un festival annuel de métal chrétien fondé en 2006 qui se déroule à Heilbronn en Allemagne. Le festival dure deux jours avec des groupes de renommée internationale, comme Horde, Slechtvalk, Crimson Moonlight, Becoming the Archetype etc.

## Programmes

### 2011
Bringing Back Friday, Beyond the Dust, Circle of Silence, Slechtvalk, Immortal Souls, Becoming the Archetype, Crimson Moonlight.

### 2012
- Vendredi (9 novembre) : Tame This Beast, Aliens Ate My Setlist, Social Suicide, The Prophecy 23, Oh, Sleeper, Seventh Angel.
- Samedi (10 novembre) : Triuvint, Dawn of Revenge, Cantus Levitas, Thy Bleeding Skies, Sinbreed, Antestor[1].

### 2013
- Vendredi (8 novembre) : Mel. T. Eyes, Descend to Rise, African Corpse, Sacrificium, Today Forever.
- Samedi (9 novembre) : Naked Dudes, Sleeping Romance, Deuteronomium, Circle of Silence, Pantokrator, Theocracy[2].